# Koopsta Knicca
Robert Cooper Phillips, també conegut com a Koopsta Knicca (Memphis, Tennessee, 27 d'abril de 1975-ibídem, 9 d'octubre de 2015), va ser un raper nord-americà, membre del grup de rap Three 6 Mafia, que van guanyar l'Oscar a la millor cançó original per Hard Out Here for a Pimp. Va ser conegut per la seva ràpida manera de rapejar, la qual cosa li va convertir en un dels membres del grup més notables i en un lloat mestre de cerimònies.
Koopsta Knicca, al costat d'altres membres (K-Rock, T-Rock, Gangsta Boo, MC Mac, Kingpin Skinny Pimp, Beach Fly i La' Xat), va abandonar el grup pels seus problemes amb la llei, en ser acusat de violència domèstica, assalt i robatori, per realitzar carrera en solitari, tot i que va seguir contribuint amb rimes en els discos posteriors. També va participar en Da Mafia Six i The Killjoy Club en col·laboració amb Insane Clown Posse.
Koopsta Knicca va morir en haver sofert un atac d'origen cerebral irreversible, sent el segon membre del grup Three 6 Màfia en morir. Al desembre de 2013, l'amic de Knicca i col·laborador Ricky Donigan conegut com a "Lord Infamous", va morir mentre dormia d'un atac de cor.